# Jewa Geworgjan
Jewa Geworgjan (armenisch Եվա Գևորգյան, russisch Ева Геворгян; * 15. April 2004 in Moskau) ist eine russisch-armenische Pianistin und Komponistin.

## Biografie
Jewa Geworgjan wurde 2004 in Moskau geboren. Seit ihrem fünften Lebensjahr studiert sie bei Natalia Trull und Kira Alexandrowna Schaschkina an der Zentralen Musikschule Moskau im Moskauer Konservatorium. Des Weiteren besuchte sie Meisterkurse unter anderem bei Dmitri Baschkirow, Pavel Gililov, Grigory Gruzman, Piotr Paleczny, Andrea Bonatta, Klaus Hellwig, Stanislav Ioudenitch und William Grant Naboré.
Im Alter von 15 Jahren gewann sie bereits bei mehr als 40 internationalen Klavier- und Kompositionswettbewerben Auszeichnungen, wie den International Classical Music Award.
Im Jahr 2020 erhielt sie von Jewgeni Kissin ein Stipendium beim Klavier-Festival in Ruhr. Ein Jahr später gewann sie den ersten Preis beim Russia National Orchestra Competition und als Finalistin einen Sonderpreis beim internationalen Chopin-Wettbewerb in Warschau.
2022 veröffentlichte sie unter dem Plattenlabel Melodija ihr erstes Album. Zusätzlich erhielt Gevorgyan ein Stipendium der Albéniz-Stiftung und studiert demnach gleichzeitig an der privaten Reina Sofía School of Music in Madrid.
Jewa Geworgjan konzertierte  mit dem Dallas Symphony Orchestra, Luzerner Sinfonieorchester, russischen Nationalorchester, staatlichen Akademischen Sinfonieorchester Russlands, Armenian National Philharmonic Orchestra und Malta Philharmonic Orchestra.

## Auszeichnungen (Auswahl)
- 2015: Erster Preis beim Internationalen Klavierwettbewerb ClaviCologne
- 2015: Sonderpreis der Carl Bechstein Stiftung
- 2017: Erster Preis beim Internationalen Robert-Schumann-Wettbewerb
- 2019: International Classical Music Awards
- 2020: Chicago International Music Competition
- 2021: Öschberghof Klassik Piano Award